# Utricularia incisa
Utricularia incisa är en tätörtsväxtart som först beskrevs av Achille Richard, och fick sitt nu gällande namn av Brother Alain. Utricularia incisa ingår i släktet bläddror, och familjen tätörtsväxter. Inga underarter finns listade i Catalogue of Life.